# Andrés Guilmain
Andrés Guilmain Martínez (1890-1960) fue un escritor, traductor y periodista español.

## Biografía
Habría nacido en 1890. Julio Cejador le describe como «escritor sereno y grave, pulcro y esmerado en la forma, algo frío». Entre sus obras se encontraron títulos como El reino interior (poemas, Madrid, 1915), Mi prima Marta (dos narraciones, Madrid, 1915), La condesa busca un amante (novela, Madrid, 1919), Margot peca siete voces (novela, Madrid, 1919), Brujas la muerta (traducción, de Rodenbach, 1919) y Las perversiones de Totó (novela, 1920). Más adelante publicó una Antología de novelas cortas de autores célebres. Guilmain, que escribió para periódicos como Madrid y ABC, falleció en Madrid el 18 de diciembre de 1960.